# 弘福寺
弘福寺（こうふくじ）は、東京都墨田区向島にある黄檗宗の寺院。山号は牛頭山。本尊は釈迦如来。
隅田川七福神のうち布袋像を祀る。

## 歴史・概要
江戸時代前期の1673年（延宝元年）、黄檗宗の僧鉄牛道機の開山、稲葉正則の開基により香積山弘福寺を現在地に移して建てられた寺院である。江戸時代には鳥取藩池田家の菩提寺であった。関東大震災で罹災したが、1933年（昭和8年）に再建された。
境内の祠には石造りの爺像（高さ55cm×幅45cm程度）と婆像（高さ75cm×60cm程度）からなる「咳の爺婆尊」が祀られており、風邪やインフルエンザの予防を祈願する参拝者が訪れる。制作した江戸時代の禅僧・風外（ふうがい）の名が「風（邪）の外」に通じるとして、風邪除けのご利益があると信じられるようになった。

## 文化財

### 区指定有形文化財
- 大雄宝殿 昭和8年（1933年）再建。
- 梵鐘 貞享5年（1688年）鋳造。

### 区指定史跡
- 池田冠山墓

### 区指定無形民俗文化財
- 隅田川七福神めぐり（弘福寺ほか）

## 墓所
鳥取藩池田家や津和野藩亀井家の関係者の墓が多い。
- 建部綾足（文人）
- 池田定常（若桜藩（鳥取藩の支藩）第5代藩主）
- 桃東園（儒学者）
- 林東溟（儒学者）
- 多田親愛（歌人、書家）
- 野々山緱山（画家）
- 三代目瀬川如皐（歌舞伎作者）
- 奥田義人（男爵、東京市長）
- 平木二六（詩人）
- 小沢昭一（俳優）

## 所在地
東京都墨田区向島5丁目3-2